# Museo Fitzwilliam
El Museo Fitzwilliam (del inglés: Fitzwilliam Museum) es un museo de arte y antigüedades ubicado en Cambridge, perteneciente a la prestigiosa Universidad de dicha localidad. Ocupa un edificio de estilo neoclásico en la calle Trumpington Street. Recibe anualmente unos 470.000 visitantes (2011–2012)  y la entrada es libre. 
Debe su origen y su nombre al vizconde Fitzwilliam of Merrion, quien en 1816 legó a la Universidad su colección de arte, su biblioteca así como dinero para construir la sede del museo. En 1968, la Standing Comission de Monumentos y Galerías del Reino Unido describió el Museo Fitzwilliam como «una de las grandes colecciones de arte de la nación y un monumento de primera importancia».

## Fundación y edificio
El museo fue fundado en 1816 con el legado de la biblioteca y la colección de arte del séptimo vizconde Fitzwilliam. El legado también incluyó una considerable suma de dinero: 100.000 libras esterlinas, «para hacer que se erija una buena sede para un museo sustancial». 
La colección fue instalada inicialmente en el antiguo edificio de la Perse School en Free School Lane. Se trasladó en 1842 a las Viejas Escuelas (en ese momento la Biblioteca de la Universidad de Cambridge). 
El "Edificio del Fundador" en sí fue diseñado por George Basevi, y la primera piedra del nuevo edificio fue colocada por Gilbert Ainslie en 1837. El edificio fue completado por  C. R. Cockerell y fue inaugurado en 1848. La entrada fue diseñada por Edward Middleton Barry y fue terminada en 1875. 
Otro gran legado a la Universidad se realizó en 1912 por Charles Brinsley Marlay, incluida una suma de 80.000 libras y una colección de 84 pinturas. Una ampliación de dos pisos, pagada en parte por la familia Courtauld, se completó en 1931.

## Historia

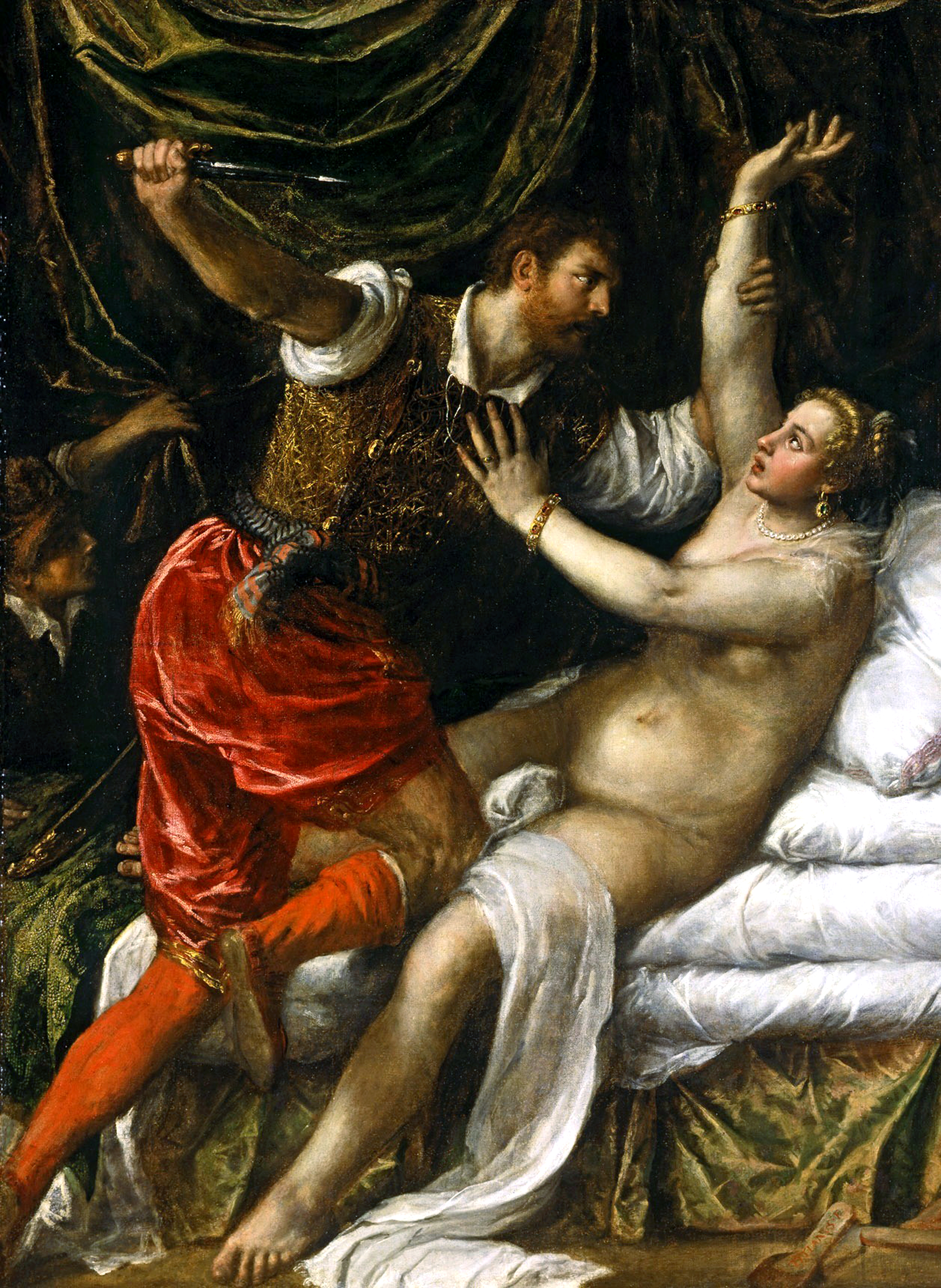
Tarquinio y Lucrecia, de Tiziano.

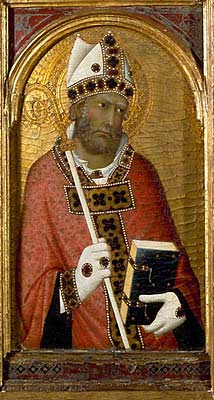
Saint Geminianus, de un pentaptico de Simone Martini (ca. 1284–1344)

El VII vizconde Fitzwilliam of Merrion reunió una colección variada y valiosa, que por deseo recogido en su testamento pasó en 1816 a ser propiedad de la Universidad de Cambridge «para favorecer el aprendizaje y otros grandes objetivos de esa noble institución». 
Su legado incluía 144 cuadros, entre ellos varios holandeses que había heredado de su abuela materna y otros que compró en las ventas de la Colección Orleans en Londres, de autores como Tiziano, Veronés y Palma el Viejo. Durante toda una vida de coleccionismo, el vizconde llenó más de 500 álbumes de formato folio con grabados, un repertorio que tenía por principal joya los grabados de Rembrandt, un conjunto «no superado en la Inglaterra de la época». Su biblioteca contaba con 130 manuscritos medievales y con partituras autógrafas de Haendel, Purcell y otros compositores.
El museo abrió sus puertas en 1848, y durante los siglos XIX y XX se fue enriqueciendo mediante donaciones, legados y compras, por lo que es un reflejo de la evolución del coleccionismo británico de ese periodo. Su patrocinador, el vizconde Fitzwilliam, era un noble típico del siglo XVIII que efectuó el tradicional Grand Tour, por lo que sus colecciones reflejaban la admiración por el Renacimiento del siglo XVI. Otros donantes, ya avanzado en el siglo XIX, prefirieron el arte del siglo XV e incluso el gótico anterior, y ya en el siglo XX se producen donaciones de familias relacionadas con los movimientos Arts and Crafts y posteriores. 
En fecha reciente, al apoyo continuado de antiguos alumnos de la Universidad, se han unido el del Fondo de Colecciones Nacionales (National Art Collections Fund) y el de otras entidades benéficas. También la Hacienda pública británica ha depositado obras en el museo, recibidas en concepto de pago de impuestos. En noviembre de 2012, y gracias a aportaciones económicas de diversas fuentes, el museo ha adquirido un importante cuadro de Poussin, El sacramento de la Extrema Unción, por cuatro millones de libras esterlinas.

## Colecciones
Según la página web oficial del Museo Fitzwilliam, pocos museos del mundo albergan en una sola sede colecciones tan variadas y exhaustivas. En 1989-90, una selección de obras se mostró en una exposición itinerante en Estados Unidos, y el director de la National Gallery de Washington afirmó que era «el mejor museo pequeño de Europa» (por «pequeño» se entiende una categoría inferior a los grandes museos nacionales o estatales). 
Las colecciones del museo se subdividen en cinco departamentos: Antigüedades (arqueología de civilizaciones de la Antigüedad); Pinturas, dibujos y grabados; Artes aplicadas o decorativas; Manuscritos y libros, y Numismática (monedas y medallas). 
La colección más relevante, al menos por su actual estimación y renombre, es la de pinturas, aunque las restantes cuentan también con piezas muy importantes. Hay que mencionar un libro de oraciones bizantino, del siglo IX, manuscritos del músico Haendel y de Virginia Woolf, dibujos de Leonardo da Vinci, Miguel Ángel, Rembrandt, Rubens y Ribera (Ninfa dormida con cupidos y un sátiro), sarcófagos egipcios... Las salas egipcias fueron reabiertas en 2006, tras dos años de obras de reforma con un coste de 1,5 millones de libras esterlinas.
Entre las pinturas más famosas, destacan un políptico de Simone Martini y dos óleos de Tiziano: Tarquinio y Lucrecia, pintado para Felipe II de España en 1571 y que fue reproducido en grabado el mismo año por Cornelis Cort, y Venus con un organista (similar a dos versiones del Museo del Prado). Hay también una copia, pintada por Henri Fantin-Latour, del famoso Entierro de Cristo de Tiziano del Louvre. La escuela italiana cuenta también con ejemplos de Duccio, Lorenzo Monaco, Gentile da Fabriano, Paolo Veronés (Hermes, Herse y Aglauros), Jacopo Bassano, Guercino, Giambattista Pittoni, Canaletto... 
Aquí se guarda el famoso Autorretrato ante el Coliseo de Martin van Heemskerck, hay ejemplos de Frans Hals y Meindert Hobbema, y Rubens cuenta con diversas obras, como varios bocetos sobre tabla para los tapices de El Triunfo de la Eucaristía que diseñó para el convento de las Descalzas Reales de Madrid. Pieza capital de la colección, adquirida recientemente, es La Extrema Unción de Nicolas Poussin, cuadro perteneciente a un ciclo sobre Los siete Sacramentos que se conservaba en el Castillo de Belvoir. Esta obra, valorada en catorce millones de libras, pudo obtenerse por cuatro y gracias a diversas donaciones.
El grupo de obras de Renoir es también relevante, con unas ocho pinturas y diversos bocetos y grabados. Se exhibe así mismo un paisaje temprano de Paul Gauguin e importantes pinturas prerrafaelitas, de Dante Gabriel Rossetti y John Everett Millais.
El arte español tiene una presencia numéricamente muy inferior, pero es digna de mención la Adoración de los pastores pintada por Luis Tristán.

## Galería de obras

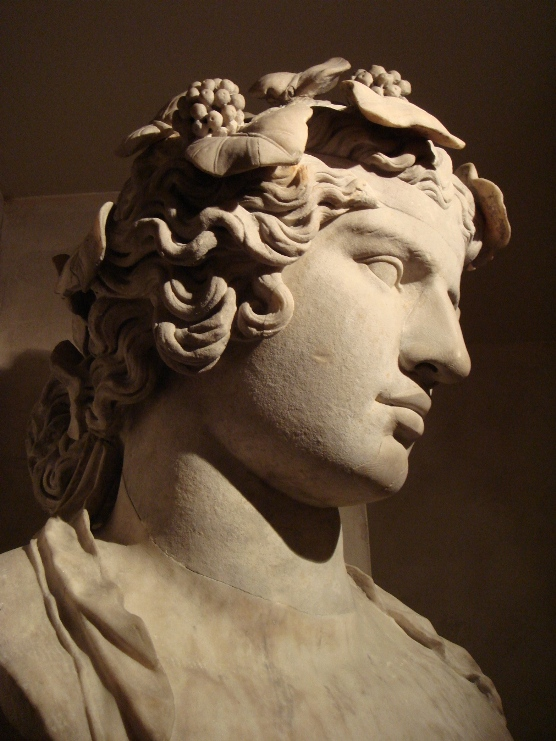
Busto romano de Antínoo
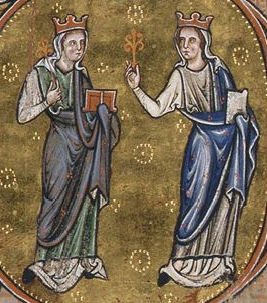
Miniatura del Salterio de Peterborough, h. 1220-25
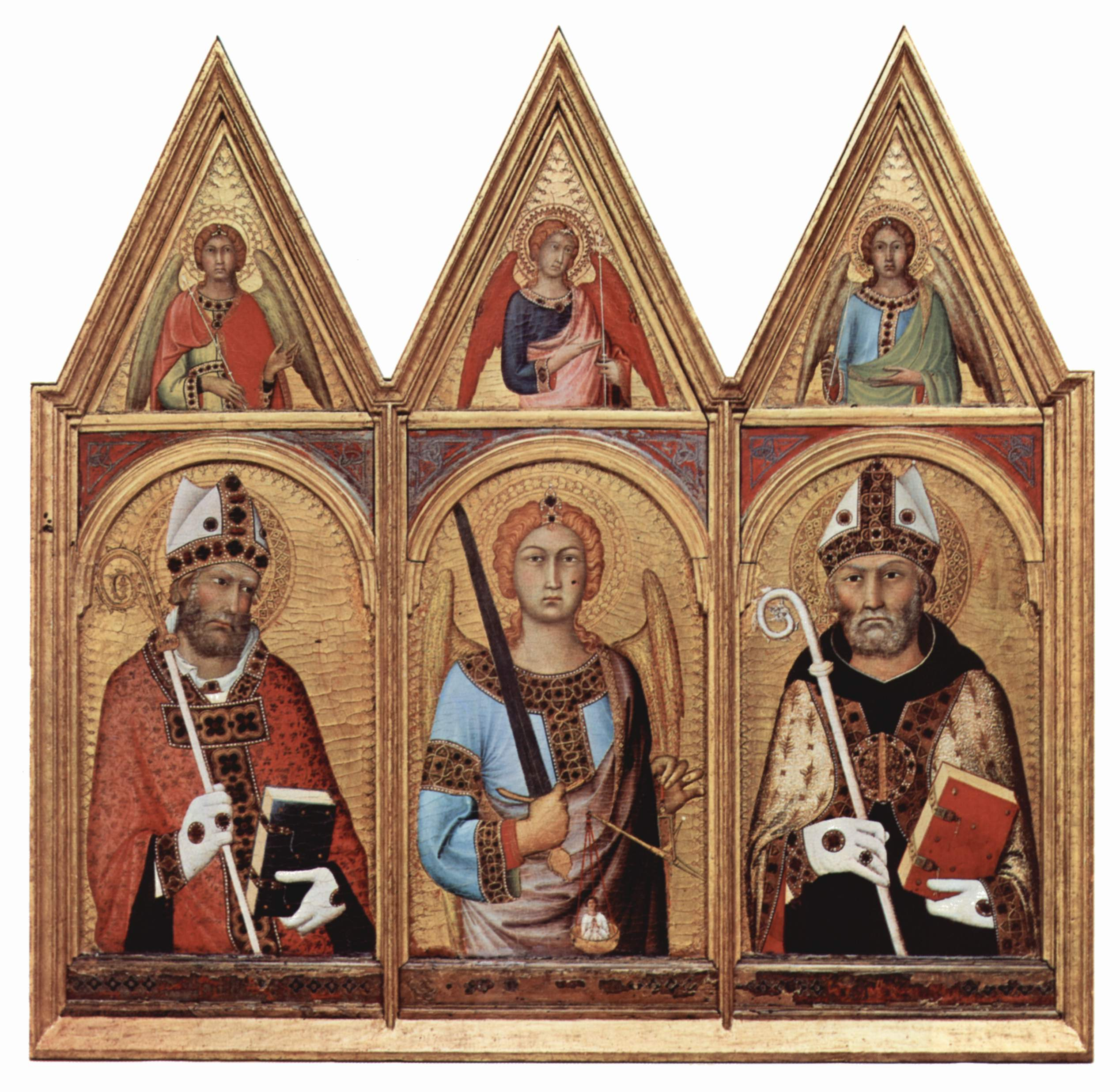
Políptico de Simone Martini, El arcángel san Miguel entre san Ambrosio y san Agustín
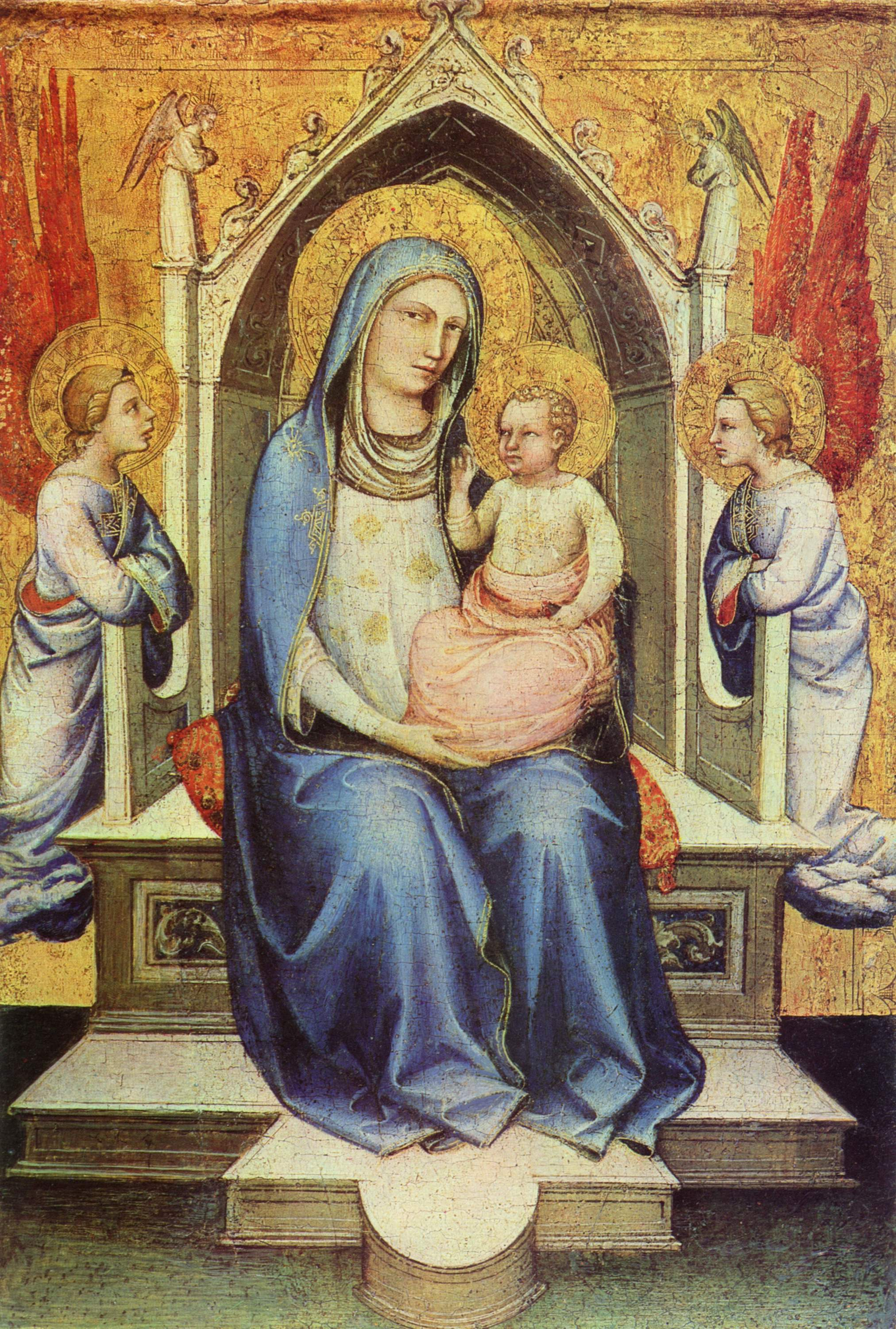
Lorenzo Monaco, La Virgen y el Niño en un trono
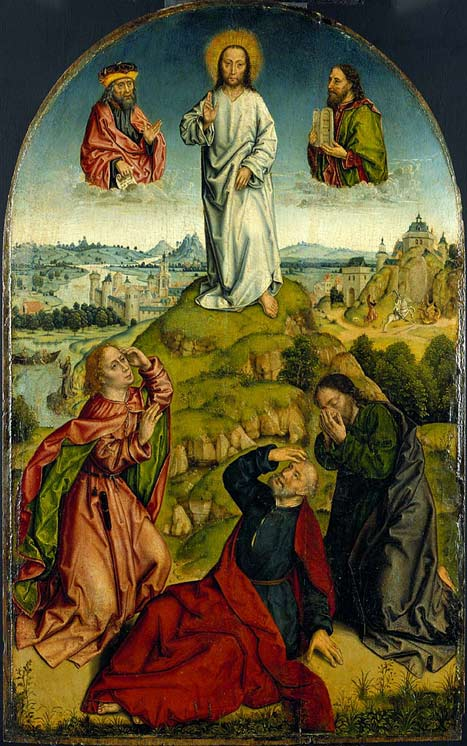
Albrecht Bouts, La Transfiguración
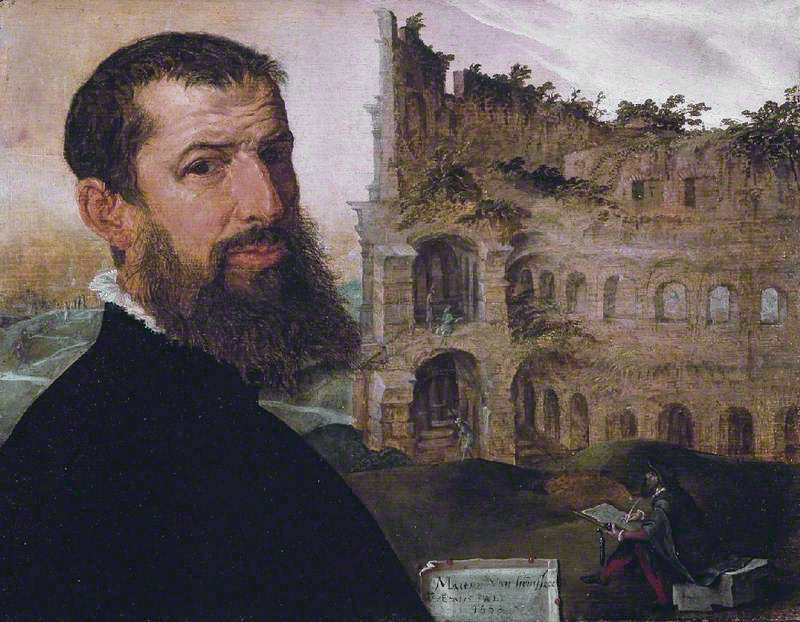
Martin van Heemskerck, Autorretrato ante el Coliseo
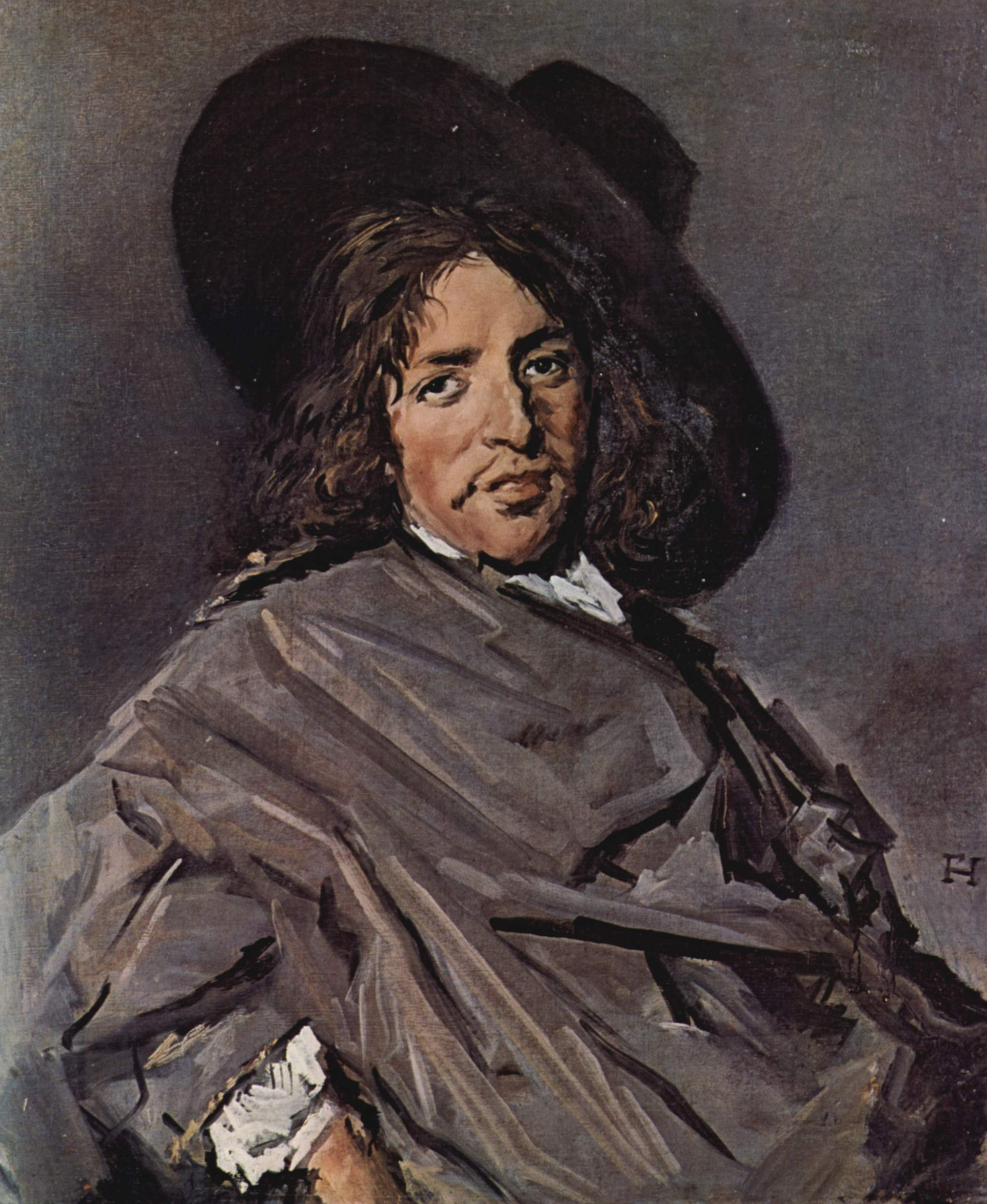
Frans Hals, Hombre con sombrero de ala ancha
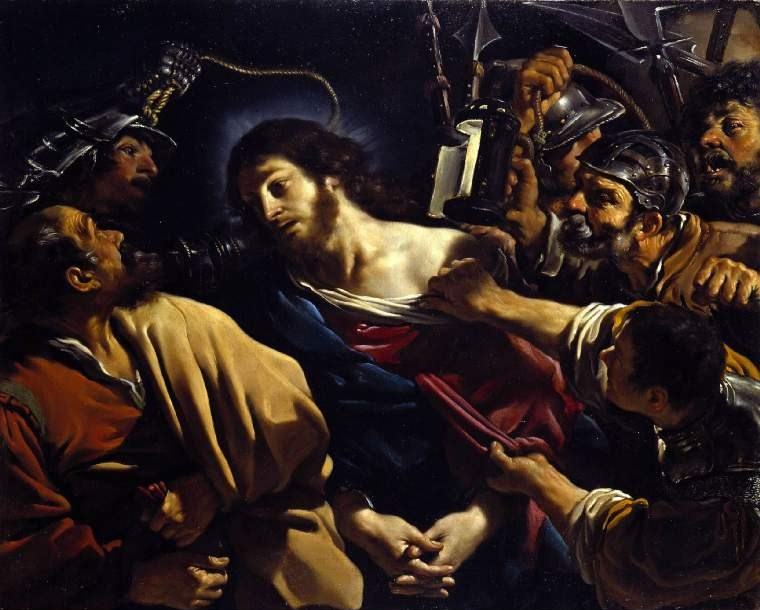
Guercino, El prendimiento de Cristo
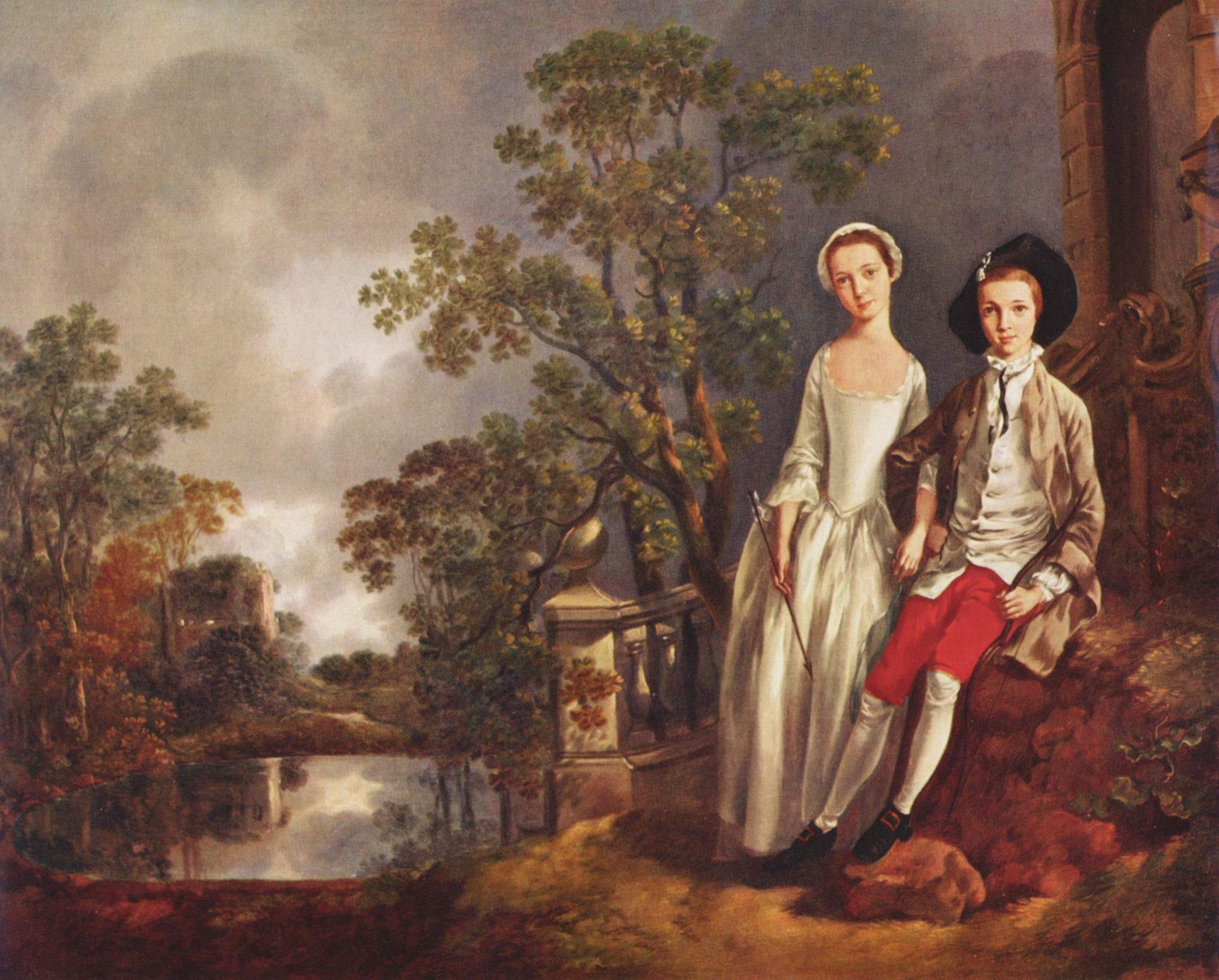
Thomas Gainsborough, Retrato de los hermanos Lloyd
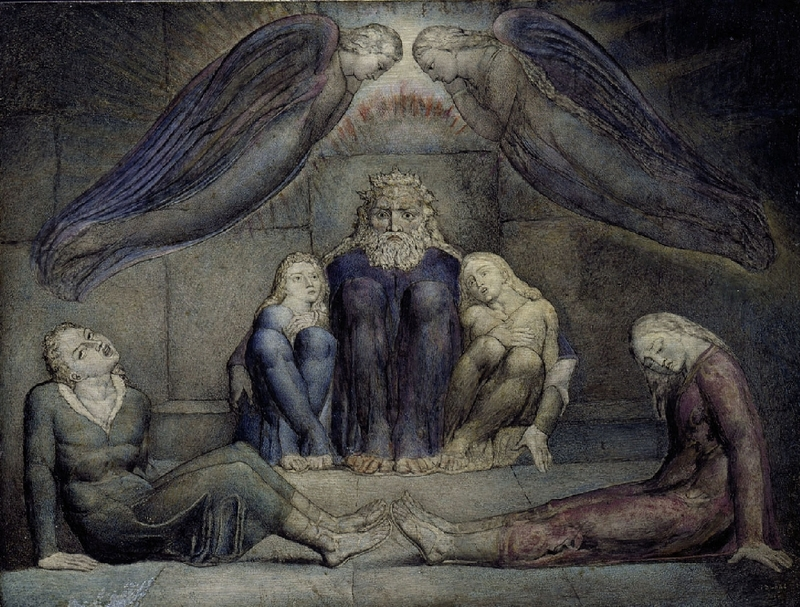
William Blake, Ugolino apresado (ilustración de la Divina Comedia)
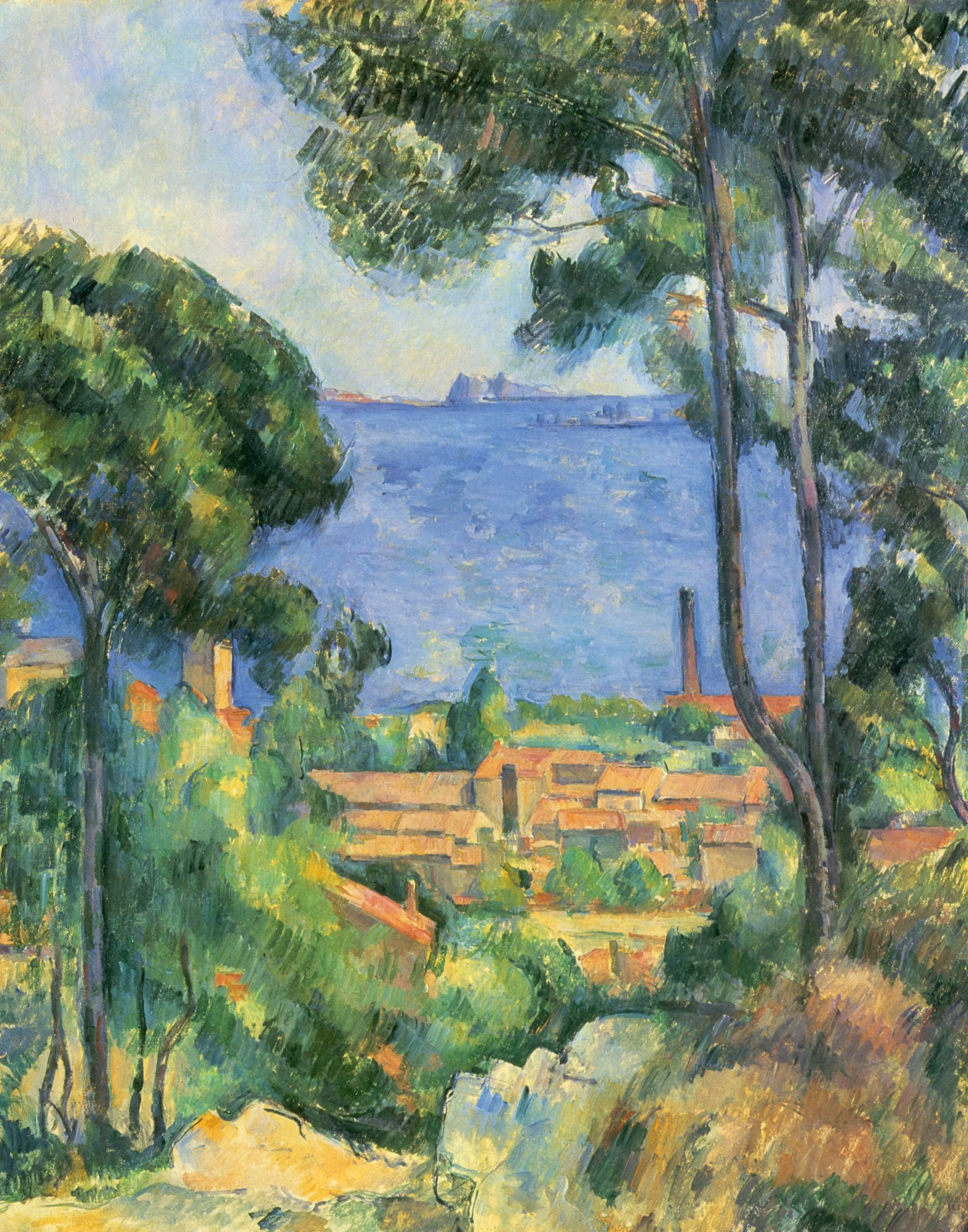
Cézanne, Vista de L'Estaque
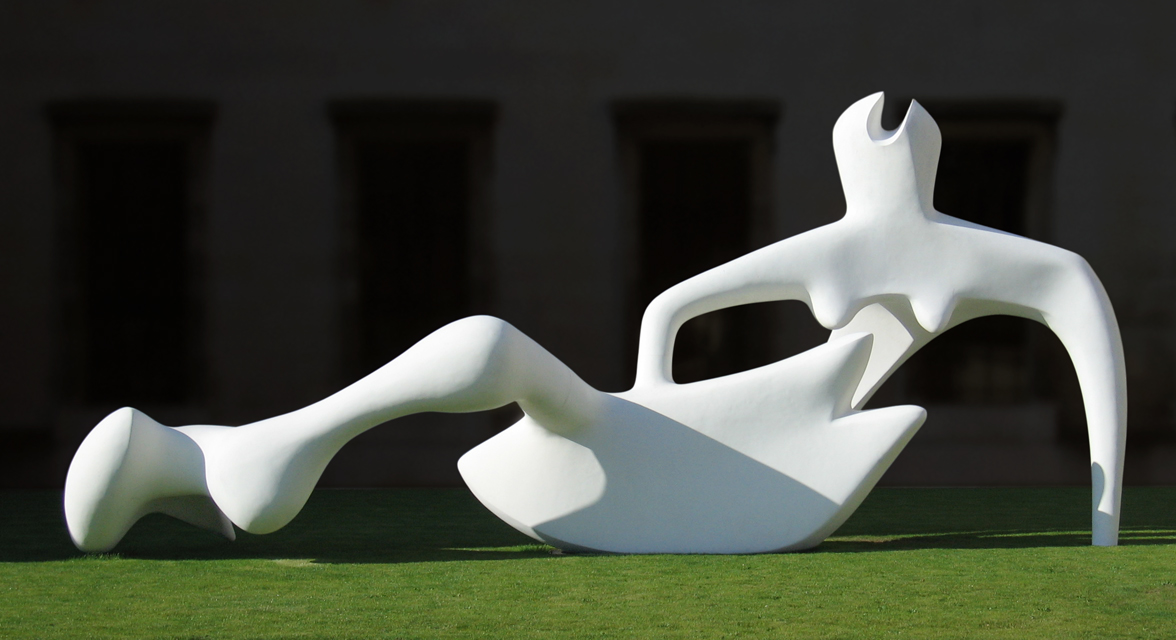
Escultura de Henry Moore en el exterior del museo (préstamo de la Fundación Henry Moore)